# Björkekärrs distrikt
Björkekärrs distrikt är ett distrikt i Göteborgs kommun och Västra Götalands län. 
Distriktet ligger i nordöstra Göteborg.

## Tidigare administrativ tillhörighet
Distriktet inrättades 2016 och utgörs av en del av det område som före 1971 utgjorde Göteborgs stad.
Området motsvarar den omfattning Björkekärrs församling hade vid årsskiftet 1999/2000 och som den fick 1992 efter utbrytning ur Härlanda församling.